# 阿布迪凯尔·卡扎克巴耶夫
阿布迪凯尔·卡扎克巴耶夫，（俄语：Абдыкаир Казакбаев，1920年1月24日—1967年8月25日），吉尔吉斯族，苏联党和国家领导人。曾任吉尔吉斯苏维埃社会主义共和国文化部长、吉共中央书记处书记、最高苏维埃主席等职务。

## 生平
- 1920年1月24日出生于楚河区科尔贡村的一个贫农家庭。
- 1934年-1938年，托克马克工人夜校学习。
- 1938年-1941年，吉尔吉斯农学院学习。
- 1941年-1943年，红军加里宁方面军服役，历任排长、连长。1942年加入联共（布）。同年在战斗中负重伤，双腿截肢。5月经伏龙芝共青团批准回乡。
- 1943年-1945年，吉尔吉斯共青团中央书记处书记。
- 1945年-1948年，联共（布）中央高级党校学习。
- 1948年-1949年，吉共（布）伏龙芝州委宣传鼓动部部长。
- 1949年-1952年，吉共（布）中央文艺部长。
- 1952年-1953年，吉共中央科教部长。
- 1953年-1958年，吉尔吉斯苏维埃社会主义共和国文化部长。
- 1958年3月-1962年8月，吉共中央书记处书记。
- 1961年5月-1963年4月，吉尔吉斯苏维埃社会主义共和国最高苏维埃主席。
- 1963年4月-1966年，吉共中央马列主义研究所所长。
- 1966年-1967年4月，吉尔吉斯国立马雅可夫斯基女子师范学院教师、副院长。
- 1967年4月25日于伏龙芝逝世，终年47岁。

卡扎克巴耶夫是第4-6届吉尔吉斯苏维埃社会主义共和国最高苏维埃代表。

## 功绩
在任文化部长期间，卡扎克巴耶夫表现出超强的组织能力。1955年，在他的领导下，吉尔吉斯国家歌剧芭蕾舞剧院大楼落成。1958年，在伊斯哈克·拉扎科夫和卡扎克巴耶夫的领导下，在莫斯科成功举办了吉尔吉斯文艺十年展，为全苏人民增光添彩。在展演中上演歌剧《托克托古尔》、《特辖军》和芭蕾舞剧《乔尔蓬》。在以柴可夫斯基命名的音乐堂里演出了许多吉尔吉斯作曲家的交响乐、合唱、声乐和器乐作品。
15年来，他直接参与歌剧和芭蕾舞剧院的舞台，上演了以下作品：《浮士德》、《阿依达》、《茶花女》、《弄臣》、《伊戈尔王子》、《卡门》等。
在卡扎克巴耶夫的倡议下，录制了由伟大的玛纳斯奇萨亚克巴伊·卡拉拉耶夫演奏的史诗《玛纳斯》。许多吉尔吉斯作家和诗人的作品被译成俄文。吉尔吉斯电影的曙光也开始在这一时期，拍摄了故事片：《天山的女儿》、《帕斯》、《乔尔蓬》等。绘画和雕塑也获得了新的艺术和思想方向。

## 荣誉
- 一级卫国战争勋章
- 两次劳动红旗勋章
- 1941-1945年伟大卫国战争战胜德国奖章
- 1941-1945年伟大卫国战争中忘我劳动奖章